# Dichotomius superbus
Dichotomius superbus är en skalbaggsart som beskrevs av Felsche 1901. Dichotomius superbus ingår i släktet Dichotomius och familjen bladhorningar. Inga underarter finns listade i Catalogue of Life.